# 细蛇鲻
细蛇鲻（学名：Saurida gracilis）为輻鰭魚綱仙女魚目合齒魚亞目合齒魚科蛇鲻属的鱼类，俗名花钉。分布于非洲东岸、红海、东到夏威夷及社会群岛、南到新南威尔斯、北到琉球群岛以及西沙群岛及台湾等海区等，棲息深度可達135公尺，體長可達32公分，常栖息于海洋深水沙底处，夜間覓食，屬肉食性，以魚類為食，可做為食用魚。该物种的模式产地在夏威夷群岛。
其种加词来源于拉丁文“gracilis”，意为“纤细的”。